# Диво (деревня)
Диво — деревня в Демидовском районе Смоленской области России. Входит в состав Пересудовского сельского поселения. Население — 82 жителя (2007 год). 
Расположена в северо-западной части области в 18 км к юго-востоку от Демидова, в 20 км восточнее автодороги Р133 Смоленск — Невель, на берегу реки Дивица. В 44 км южнее деревни расположена железнодорожная станция Ракитная на линии Москва — Минск.

## История
В годы Великой Отечественной войны деревня была оккупирована гитлеровскими войсками в июле 1941 года, освобождена в сентябре 1943 года.

## Экономика
В деревне создана туристско-рыболовная база на берегу озера Диво